# Måns Santesson
Måns Frans Robert Santesson, född den 11 januari 1894 i Stockholm, död den 2 januari 1988 i Jönköping, var en svensk militär. Han var far till Olof  Santesson.
Santesson avlade officersexamen 1915. Han blev löjtnant vid Vaxholms grenadjärregemente 1917 och övergick 1928 som sådan till Norra skånska infanteriregementet, där han blev kapten 1933. Santesson befordrades till major vid Norrbottens regemente 1938. Han blev major vid Älvsborgs regemente 1941 och överstelöjtnant i regementets reserv 1944. Santesson var befälhavare för Skövde försvarsområde 1944–1949. Han blev riddare av Svärdsorden 1936.